# 전북평화와인권연대
전북평화와인권연대(Solidarity For Peace & Human Rights)는 대한민국 전라북도를 중심으로 활동하는 인권운동 단체이다. 1994년 12월 10일 세계인권선언의 날 '정의평화정보센터'라는 이름으로 주간 인권소식 '평화와인권' 창간과 더불어 출발해 1998년 '전북평화와인권연대'라는 현재 명칭으로 변경하였다.

## 주요 활동
- 인권상담 및 침해 대응 : 국가기관 등에 의한 인권침해 상담 및 대응, 부당한 공권력에 의한 인권침해 문제에 대응하는 활동을 한다.

- 청소년 인권 사안 대응 및 청소년 활동지원 : 두발규제, 체벌, 청소년에 대한 수많은 차별 등 학교 안팎에서 벌어지는 청소년 인권침해 문제에 대응하며 지역의 청소년 활동을 지원한다.

- 군산미군기지주민피해상담소 : 군산의 옥서면에서 군사미군기지주민피해상담소를 운영하면서 군산미군기지의 기름유출, 전투기 폭음, 기지 확장 등으로 인한 주민피해에 대응하고 군산시민, 전북도민의 평화적 생존권 보장을 위한 활동을 한다. 평화교육, 평화순례, 기지 감시 등의 활동을 하고 있다.

- 팀별 활동

## 부서
- 인권교육팀

지역의 시민, 노동자, 아동 및 청소년, 학교 복지시설 등의 인권교육을 통해 스스로 자신의 권리를 알고 주장할 수 있도록 인권교육이 필요한 곳에서 교육을 한다.
- KT인권감시팀

KT 노동자 인권침해 대등 활동을 중심으로 노동자들과 함께 회사 안에서 벌어지고 있는 노동인권탄압, 차별 등을 모니터링하고 이에 대응하는 집회, 문화제, 백서 발간, 노동권 세미나 등의 활동을 진행한다.
- 회원소식지팀

인권이슈, 단체 활동, 회원 소식 등을 담아 격월로 소식지를 발간한다.

## 같이 보기
- 참여연대
- 울산인권연대
- 인권운동연대
- 인권연대
- 여성해방연대